# Vincent Young
Vincent D. Young, född 4 juni 1965 i Philadelphia, Pennsylvania, USA, är en amerikansk skådespelare. Han är mest känd i rollen som Noah Hunter i TV-serien Beverly Hills.